# Grande Prêmio de São Paulo de 2023
O Grande Prêmio de São Paulo de 2023 (formalmente denominado Formula 1 Rolex Grande Prêmio de São Paulo 2023) foi a vigésima etapa do Campeonato Mundial de Fórmula 1 de 2023. disputado em 5 de novembro de 2023 no Autódromo José Carlos Pace, São Paulo, Brasil.

## Antecedentes
O evento foi realizado no fim de semana de 3 a 5 de novembro e foi a vigésima etapa do Campeonato Mundial de Fórmula 1 de 2023. Foi o 41º Grande Prêmio de Fórmula 1 neste circuito, e o terceiro realizado sob o nome de Grande Prêmio de São Paulo, tendo sido anteriormente intitulado de Grande Prêmio do Brasil. Foi também o sexto e último fim de semana de GPs da temporada 2023 a utilizar o formato sprint da Fórmula 1.

### Participantes
Os pilotos e equipes foram os mesmos da lista de inscritos na temporada, com exceção de Daniel Ricciardo, que substituiu Nyck de Vries na AlphaTauri a partir do GP da Hungria.

## Resumo

### Treino livre
No primeiro treino livre Carlos Sainz foi o piloto mais rápido.

### Treino Classificatório
No terceiro treino classificatório Max Verstappen foi o piloto mais rápido, e conquistou assim a pole position. Charles Leclerc e Lance Stroll estabeleceram, respectivamente, o segundo e terceiro tempo mais rápido.

### Sprint
Max Verstappen venceu a sexta e última corrida sprint da temporada de F1 de 2023. Seu companheiro de equipe Sergio Pérez terminou em terceiro lugar, atrás de Lando Norris.

### Corrida
Antes da corrida começar, o carro de Charles Leclerc desviou e saiu da pista, e por este motivo ele não pôde largar.
Max Verstappen largou da posição de honra, com Lance Stroll e Fernando Alonso atrás dele. Logo no início da corrida Lando Norris ultrapassou os dois e avançou para a segunda posição.
Mais atrás, houve uma colisão entre três carros e por este motivo a bandeira vermelha foi acionada. Após a corrida ser continuada Verstappen manteve a liderança com Lando Norris atrás dele. Fernando Alonso ultrapassou Lewis Hamilton e avançou para a terceira posição.
Max Verstappen venceu o GP do Brasil pela segunda vez e conquistou sua décima sétima vitória na temporada de 2023, quebrando assim o recorde de Alberto Ascari de seis das oito corridas vencidas, que datava de 1952. Lando Norris e Fernando Alonso terminaram, respectivamente, em segundo e terceiro lugar, completando assim o pódio. O companheiro de equipe de Verstappen, Sergio Pérez, terminou em quarto lugar.

## Resultados

### Treino classificatório
| Pos.                 | N.º | Piloto           | Equipe                | Tempo qualificatório | Tempo qualificatório | Tempo qualificatório | Posição final |
| Pos.                 | N.º | Piloto           | Equipe                | Q1                   | Q2                   | Q3                   | Posição final |
| -------------------- | --- | ---------------- | --------------------- | -------------------- | -------------------- | -------------------- | ------------- |
| 1                    | 1   | Max Verstappen   | Red Bull Racing-Honda | 1:10.436             | 1:10.162             | 1:10.727             | 1             |
| 2                    | 16  | Charles Leclerc  | Ferrari               | 1:10.472             | 1:10.303             | 1:11.021             | 2             |
| 3                    | 18  | Lance Stroll     | Aston Martin-Mercedes | 1:10.551             | 1:10.375             | 1:11.344             | 3             |
| 4                    | 14  | Fernando Alonso  | Aston Martin-Mercedes | 1:10.557             | 1:10.237             | 1:11.387             | 4             |
| 5                    | 44  | Lewis Hamilton   | Mercedes              | 1:10.604             | 1:10.266             | 1:11.469             | 5             |
| 6                    | 63  | George Russell   | Mercedes              | 1:10.340             | 1:10.316             | 1:11.590             | 8             |
| 7                    | 4   | Lando Norris     | McLaren-Mercedes      | 1:10.623             | 1:10.021             | 1:11.987             | 6             |
| 8                    | 55  | Carlos Sainz Jr. | Ferrari               | 1:10.624             | 1:10.254             | 1:11.989             | 7             |
| 9                    | 11  | Sergio Pérez     | Red Bull Racing-Honda | 1:10.668             | 1:10.219             | 1:12.321             | 9             |
| 10                   | 81  | Oscar Piastri    | McLaren-Mercedes      | 1:10.519             | 1:10.330             | No time              | 10            |
| 11                   | 27  | Nico Hülkenberg  | Haas-Ferrari          | 1:10.475             | 1:10.547             | N/A                  | 11            |
| 12                   | 31  | Esteban Ocon     | Alpine-Renault        | 1:10.763             | 1:10.562             | N/A                  | 14            |
| 13                   | 10  | Pierre Gasly     | Alpine-Renault        | 1:10.793             | 1:10.567             | N/A                  | 15            |
| 14                   | 20  | Kevin Magnussen  | Haas-Ferrari          | 1:10.602             | 1:10.723             | N/A                  | 12            |
| 15                   | 23  | Alexander Albon  | Williams-Mercedes     | 1:10.621             | 1:10.840             | N/A                  | 13            |
| 16                   | 22  | Yuki Tsunoda     | AlphaTauri-Honda      | 1:10.837             | N/A                  | N/A                  | 16            |
| 17                   | 3   | Daniel Ricciardo | AlphaTauri-Honda      | 1:10.843             | N/A                  | N/A                  | 17            |
| 18                   | 77  | Valtteri Bottas  | Alfa Romeo-Ferrari    | 1:10.955             | N/A                  | N/A                  | 18            |
| 19                   | 2   | Logan Sargeant   | Williams-Mercedes     | 1:11.035             | N/A                  | N/A                  | 19            |
| 20                   | 24  | Zhou Guanyu      | Alfa Romeo-Ferrari    | 1:11.275             | N/A                  | N/A                  | 20            |
| Tempo 107%: 1:15.263 |     |                  |                       |                      |                      |                      |               |
| Fonte:               |     |                  |                       |                      |                      |                      |               |

### Sprint Shootout
| Pos.                 | N.º | Piloto           | Equipe                | Tempo qualificatório | Tempo qualificatório | Tempo qualificatório | Sprint grid |
| Pos.                 | N.º | Piloto           | Equipe                | SQ1                  | SQ2                  | SQ3                  | Sprint grid |
| -------------------- | --- | ---------------- | --------------------- | -------------------- | -------------------- | -------------------- | ----------- |
| 1                    | 4   | Lando Norris     | McLaren-Mercedes      | 1:11.824             | 1:11.221             | 1:10.622             | 1           |
| 2                    | 1   | Max Verstappen   | Red Bull Racing-Honda | 1:11.888             | 1:11.262             | 1:10.683             | 2           |
| 3                    | 11  | Sergio Pérez     | Red Bull Racing-Honda | 1:12.218             | 1:11.230             | 1:10.756             | 3           |
| 4                    | 63  | George Russell   | Mercedes              | 1:11.976             | 1:11.516             | 1:10.857             | 4           |
| 5                    | 44  | Lewis Hamilton   | Mercedes              | 1:11.870             | 1:11.476             | 1:10.940             | 5           |
| 6                    | 22  | Yuki Tsunoda     | AlphaTauri-Honda      | 1:12.358             | 1:11.676             | 1:11.019             | 6           |
| 7                    | 16  | Charles Leclerc  | Ferrari               | 1:12.107             | 1:11.473             | 1:11.077             | 7           |
| 8                    | 3   | Daniel Ricciardo | AlphaTauri-Honda      | 1:12.175             | 1:11.423             | 1:11.122             | 8           |
| 9                    | 55  | Carlos Sainz Jr. | Ferrari               | 1:11.796             | 1:11.491             | 1:11.126             | 9           |
| 10                   | 81  | Oscar Piastri    | McLaren-Mercedes      | 1:12.356             | 1:11.648             | 1:11.189             | 10          |
| 11                   | 20  | Kevin Magnussen  | Haas-Ferrari          | 1:12.058             | 1:11.727             | N/A                  | 11          |
| 12                   | 27  | Nico Hülkenberg  | Haas-Ferrari          | 1:12.136             | 1:11.752             | N/A                  | 12          |
| 13                   | 10  | Pierre Gasly     | Alpine-Renault        | 1:12.229             | 1:11.822             | N/A                  | 13          |
| 14                   | 77  | Valtteri Bottas  | Alfa Romeo-Ferrari    | 1:12.303             | 1:11.872             | N/A                  | 14          |
| 15                   | 14  | Fernando Alonso  | Aston Martin-Mercedes | 1:12.224             | No time              | N/A                  | 15          |
| 16                   | 31  | Esteban Ocon     | Alpine-Renault        | 1:12.388             | N/A                  | N/A                  | 16          |
| 17                   | 18  | Lance Stroll     | Aston Martin-Mercedes | 1:12.482             | N/A                  | N/A                  | 17          |
| 18                   | 24  | Zhou Guanyu      | Alfa Romeo-Ferrari    | 1:12.497             | N/A                  | N/A                  | 18          |
| 19                   | 23  | Alexander Albon  | Williams-Mercedes     | 1:12.525             | N/A                  | N/A                  | 19          |
| 20                   | 2   | Logan Sargeant   | Williams-Mercedes     | 1:12.615             | N/A                  | N/A                  | 20          |
| Tempo 107%: 1:16.821 |     |                  |                       |                      |                      |                      |             |
| Fonte:               |     |                  |                       |                      |                      |                      |             |

### Sprint
| Pos.                                                              | No. | Driver           | Constructor           | Laps | Time/Retired | Grid | Points |
| ----------------------------------------------------------------- | --- | ---------------- | --------------------- | ---- | ------------ | ---- | ------ |
| 1                                                                 | 1   | Max Verstappen   | Red Bull Racing-Honda | 24   | 30:07.209    | 2    | 8      |
| 2                                                                 | 4   | Lando Norris     | McLaren-Mercedes      | 24   | +4.287       | 1    | 7      |
| 3                                                                 | 11  | Sergio Pérez     | Red Bull Racing-Honda | 24   | +13.617      | 3    | 6      |
| 4                                                                 | 63  | George Russell   | Mercedes              | 24   | +25.879      | 4    | 5      |
| 5                                                                 | 16  | Charles Leclerc  | Ferrari               | 24   | +28.560      | 7    | 4      |
| 6                                                                 | 22  | Yuki Tsunoda     | AlphaTauri-Honda      | 24   | +29.210      | 6    | 3      |
| 7                                                                 | 44  | Lewis Hamilton   | Mercedes              | 24   | +34.726      | 5    | 2      |
| 8                                                                 | 55  | Carlos Sainz Jr. | Ferrari               | 24   | +35.106      | 9    | 1      |
| 9                                                                 | 3   | Daniel Ricciardo | AlphaTauri-Honda      | 24   | +35.303      | 8    |        |
| 10                                                                | 81  | Oscar Piastri    | McLaren-Mercedes      | 24   | +38.219      | 10   |        |
| 11                                                                | 14  | Fernando Alonso  | Aston Martin-Mercedes | 24   | +39.061      | 15   |        |
| 12                                                                | 18  | Lance Stroll     | Aston Martin-Mercedes | 24   | +39.478      | 17   |        |
| 13                                                                | 10  | Pierre Gasly     | Alpine-Renault        | 24   | +40.421      | 13   |        |
| 14                                                                | 31  | Esteban Ocon     | Alpine-Renault        | 24   | +42.848      | 16   |        |
| 15                                                                | 23  | Alexander Albon  | Williams-Mercedes     | 24   | +43.394      | 19   |        |
| 16                                                                | 20  | Kevin Magnussen  | Haas-Ferrari          | 24   | +56.507      | 11   |        |
| 17                                                                | 24  | Zhou Guanyu      | Alfa Romeo-Ferrari    | 24   | +58.723      | 18   |        |
| 18                                                                | 27  | Nico Hülkenberg  | Haas-Ferrari          | 24   | +1:00.330    | 12   |        |
| 19                                                                | 77  | Valtteri Bottas  | Alfa Romeo-Ferrari    | 24   | +1:00.749    | 14   |        |
| 20                                                                | 2   | Logan Sargeant   | Williams-Mercedes     | 24   | +1:00.945    | 20   |        |
| Volta Mais Rápida: George Russell (Mercedes) – 1:14.422 (volta 2) |     |                  |                       |      |              |      |        |
| Source:                                                           |     |                  |                       |      |              |      |        |

### Corrida
| Pos.                                                                     | No. | Driver           | Constructor           | Laps | Time/Retired        | Grid | Points |
| ------------------------------------------------------------------------ | --- | ---------------- | --------------------- | ---- | ------------------- | ---- | ------ |
| 1                                                                        | 1   | Max Verstappen   | Red Bull Racing-Honda | 71   | 1:56:48.894         | 1    | 25     |
| 2                                                                        | 4   | Lando Norris     | McLaren-Mercedes      | 71   | +8.277              | 6    | 191    |
| 3                                                                        | 14  | Fernando Alonso  | Aston Martin-Mercedes | 71   | +34.155             | 4    | 15     |
| 4                                                                        | 11  | Sergio Pérez     | Red Bull Racing-Honda | 71   | +34.208             | 9    | 12     |
| 5                                                                        | 18  | Lance Stroll     | Aston Martin-Mercedes | 71   | +40.845             | 3    | 10     |
| 6                                                                        | 55  | Carlos Sainz Jr. | Ferrari               | 71   | +50.188             | 7    | 8      |
| 7                                                                        | 10  | Pierre Gasly     | Alpine-Renault        | 71   | +56.093             | 15   | 6      |
| 8                                                                        | 44  | Lewis Hamilton   | Mercedes              | 71   | +1:02.859           | 5    | 4      |
| 9                                                                        | 22  | Yuki Tsunoda     | AlphaTauri-Honda      | 71   | +1:09.880           | 16   | 2      |
| 10                                                                       | 31  | Esteban Ocon     | Alpine-Renault        | 70   | +1 lap              | 14   | 1      |
| 11                                                                       | 2   | Logan Sargeant   | Williams-Mercedes     | 70   | +1 lap              | 19   |        |
| 12                                                                       | 27  | Nico Hülkenberg  | Haas-Ferrari          | 70   | +1 lap              | 11   |        |
| 13                                                                       | 3   | Daniel Ricciardo | AlphaTauri-Honda      | 70   | +1 lap              | 17   |        |
| 14                                                                       | 81  | Oscar Piastri    | McLaren-Mercedes      | 69   | +2 laps             | 10   |        |
| Ret                                                                      | 63  | George Russell   | Mercedes              | 57   | Superaquecimento    | 8    |        |
| Ret                                                                      | 77  | Valtteri Bottas  | Alfa Romeo-Ferrari    | 39   | Motor               | 18   |        |
| Ret                                                                      | 24  | Zhou Guanyu      | Alfa Romeo-Ferrari    | 22   | Motor               | 20   |        |
| Ret                                                                      | 20  | Kevin Magnussen  | Haas-Ferrari          | 0    | Colisão             | 12   |        |
| Ret                                                                      | 23  | Alexander Albon  | Williams-Mercedes     | 0    | Colisão             | 13   |        |
| DNS                                                                      | 16  | Charles Leclerc  | Ferrari               | 0    | Problema hidráulico | –2   |        |
| Volta Mais Rápida: Lando Norris (McLaren-Mercedes) – 1:12.486 (volta 61) |     |                  |                       |      |                     |      |        |
| Source:                                                                  |     |                  |                       |      |                     |      |        |

Notas
- ↑1  – Inclui um ponto pela volta mais rápida.[18]
- ↑2  – Charles Leclerc não iniciou a corrida devido a uma falha na unidade de potência, resultando em um pequeno acidente durante a volta de formação. Seu lugar no grid ficou vago.[17]

## Tabela do Campeonato após a corrida
|         | Pos. | Driver          | Points |
| ------- | ---- | --------------- | ------ |
|         | 1    | Max Verstappen* | 524    |
|         | 2    | Sergio Pérez    | 258    |
|         | 3    | Lewis Hamilton  | 226    |
| 1       | 4    | Fernando Alonso | 198    |
| 1       | 5    | Lando Norris    | 195    |
| Source: |      |                 |        |

|         | Pos. | Constructor            | Points |
| ------- | ---- | ---------------------- | ------ |
|         | 1    | Red Bull Racing-Honda* | 782    |
|         | 2    | Mercedes               | 382    |
|         | 3    | Ferrari                | 362    |
|         | 4    | McLaren-Mercedes       | 282    |
|         | 5    | Aston Martin-Mercedes  | 261    |
| Source: |      |                        |        |

- Notas: Apenas as cinco primeiras posições estão incluídas em ambos os conjuntos de classificação.
- Os competidores em negrito e marcados com um asterisco são os campeões mundiais de 2023.